# Cüneyt Çakır
Cüneyt Çakır (ˈdʒyne̞jt ˈtʃäkɯɾ; Istanbul, Turquia; 23 de novembre de 1976) és un ex àrbitre de futbol turc. Va ser internacional FIFA des de l'any 2006.

## Trajectòria
Cüneyt ha dirigit com a àrbitre partits de la Superlliga, Copa de Turquia, Lliga de Campions de la UEFA, Lliga Europa de la UEFA, Copa Intertoto, Campionat d'Europa Sub-19 de la UEFA de 2007, eliminatòries a l'Eurocopa del 2008, 2012, també partits de classificació de la Copa del Món de futbol 2010-UEFA i diversos partits amistosos internacionals. És el segon àrbitre turc que ha dirigit partits en un Mundial de futbol, després que Dogan Babacan ho fes al Mundial d'Alemanya 1974.
A la Copa Mundial de Futbol Sub-20 de 2011, va xiular els partits Brasil vs. Egipte, Uruguai vs. Nova Zelanda i Equador vs. Costa Rica de la primera fase, en quarts de final va xiular el partit Mèxic vs. Colòmbia i un partit de la semifinal França vs. Portugal.
A la final de l'Eurocopa 2012 va participar com a quart àrbitre en el partit entre Espanya vs Itàlia, en el qual la selecció d'Espanya es va convertir per segona vegada consecutiva en campiona de l'Eurocopa, després de vèncer la final per un resultat de 4-0.
El març de 2013, la FIFA el va incloure en la llista de 52 àrbitres candidats per la Copa del Món de Futbol de 2014 al Brasil. El gener de 2014, la FIFA el va incloure a la llista definitiva d'àrbitres pel mundial. Al mundial, fou designat per arbitrar el partit Brasil-Mèxic de la fase de grups, que va acabar en empat a zero.
El 5 de març de 2013, Çakır va arbitrar el partit de Lliga de Campions de la UEFA entre el Manchester United FC i el Reial Madrid, i, en una controvertida decisió, va expulsar Nani, del Manchester United com a conseqüència d'una falta en la segona part, cosa que va enfadar molt Sir Alex Ferguson en un partit que seria el seu darrer de Lliga de Campions com a entrenador del Manchester United.
Çakır fou l'àrbitre designat per arbitrar la final de la lliga de campions de futbol de 2015, entre la Juventus FC i el FC Barcelona a l'Olympiastadion de Berlín, Alemanya, de 6 de juny de 2015.